# NGC 1954
NGC 1954 é uma galáxia espiral (Sbc) localizada na direcção da constelação de Lepus. Possui uma declinação de -14° 03' 44" e uma ascensão recta de 5 horas, 32 minutos e 48,3 segundos.
A galáxia NGC 1954 foi descoberta em 14 de Dezembro de 1786 por William Herschel.